# Szent Anna-templom (Jánoshalma)
A Szent Anna-templom Jánoshalma egyik műemléképülete. A templom a város főterének tekinthető Béke téren áll, az 5312-es és az 5412-es utak városközponti keresztezésétől alig néhány lépésre északi irányban.

## A templom története
A településen 1731-ben zajlott az újratelepítés, melynek köszönhetően főleg római katolikus vallású emberek telepedtek le. Az első imaházat 1733-ban építették a katolikus hívek és Szent Györgyről nevezték el. Ez az imaház még csak vertfalból és nádtetőből állt. Később Patachich Gábor kalocsai érsek kezdeményezésére és anyagi támogatásával 1746-ban elkészült egy kis templom, melyet Szent Anna tiszteletére szentelték fel július 26-án. Egy nagyobb méretű templom építésére 1783-1787 között került sor. Az ekkor épült templom a mai templom hajórésze. A következő bővítés 1907-1909  között zajlott. A meglévő templom két oldalhajóval és szentély résszel lett nagyobbítva. A terveket Foerk Ernő készítette, aki a kalocsai Főszékesegyház mai formáját és a Szegedi dómot is tervezte. Ekkor a templom 3000 ember befogadására volt képes és az alábbi méretek jellemezték: hosszúsága 63,5 méter, szélessége 15 méter, a kereszthajók hossza 28,1 méter, a belső magasság 13 méter, a torony 48 méter magas. Dr. Belon Gellért apát-plébános 1972-73-ban a II. Vatikáni Zsinat szellemében alakította ki a szentély jelenlegi formáját. Érdekesség, hogy az új oltár építésénél, amit 1973. március 18-án szentelt fel Ijjas József, a talapzat alá a jánoshalmi lakosok kertjeikből földet vittek, ezzel is jelezve, hogy lelki életük középpontjában a templom áll.

## A főoltár, oltárkép és a mellékoltárok
Az első oltárképet Heinrich Anna adományozta a templomnak 1803-ban. 1888-ban új főoltárkép került a templomba, melyet Szoldatits Ferenc festőművész készített. Két egységből áll a főoltár, az épített menzából, rajta a tabernákulum és két adoráló angyal, valamint a hátsó szentélyfalon elhelyezett fa felépítményből. A főoltárlép Szent Annát, a templom és a község védőszentjét ábrázolja.
A templom bővítése után egymással szemben helyezték el a két mellékoltárt az oldalhajókban. Az egyik mellékoltárnál Krisztus keresztáldozatát, a másiknál Nepomuki Szent Jánost ábrázolják a festmények. A mellékoltárok oltárképeik olajfestmények, a készítőjük nem ismert. A két festmény művészi értékük nagyon kiemelkedő.

## A falfestmények

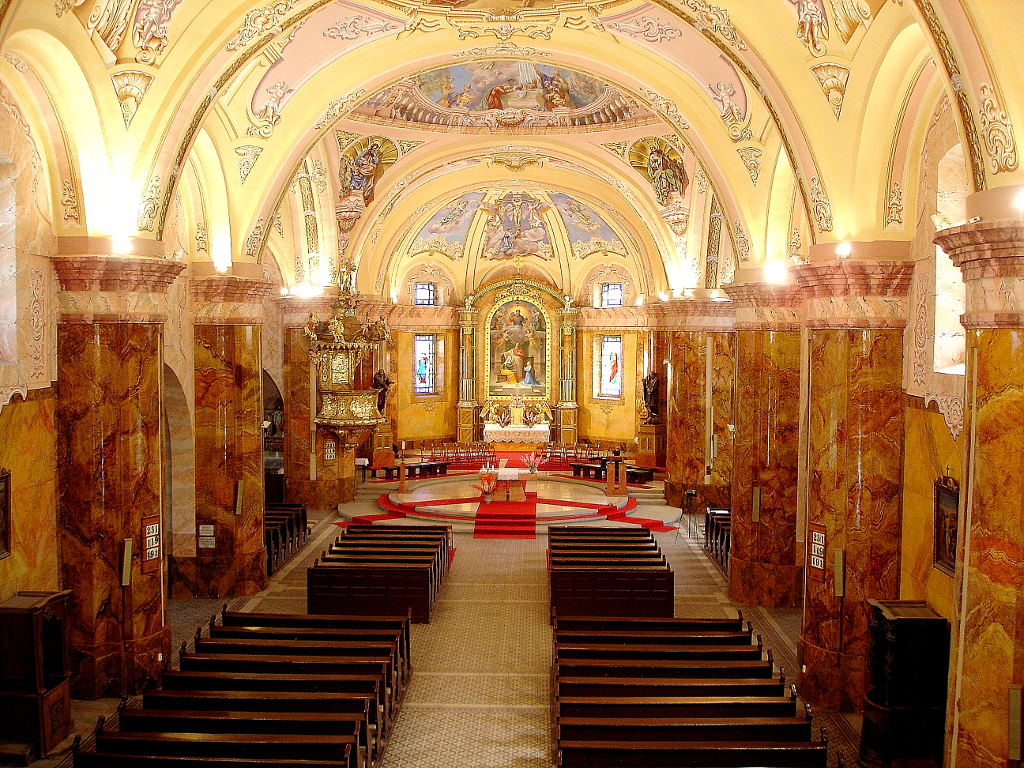
Szent Anna templom belülről

A templombelső festését Kuczka Mihály, templomfestő iparművész készítette, 1932-33-ban Szabó István apát-plébános megrendelésére. A falfestmények Krisztus életéből vett főbb jelenetek ábrázolják. A főhajóban az első, a kórus fölötti Krisztus születését; a második feltámadását; a harmadik mennybemenetelét; a negyedik a Szentlélek eljövetelét; az ötödik, a kupola secco Mária mennybevételét; a hatodik az Oltáriszentség tiszteletét; a hetedik, a főoltár feletti, Krisztus keresztáldozatát szemlélteti. Az oldalhajókban balról az Angyali Üdvözlet jelenete, jobbról József és Mária eljegyzése látható.

## Az üvegablakok
A színes üvegablakokat az egyházközösség és az adakozó hívek készíttették. Zsellér Imre budapesti színes üvegfestő készítette el az ablakokat. A főhajóban bal kéz felől Szent Cecília vértanút, az egyházi zene védőszentjét, Sziénai Szent Katalin egyházdoktort, mellette Árpád-házi Szent Erzsébetet, a szegények és családanyák eszményképét ábrázolták. Jobbról először Szent György vértanú látható, utána Páduai Szent Antal szerzetes, a szegények pártfogója, majd Szent Pál apostol.